# Taylah Preston
Taylah Preston (Perth, 27 de octubre de 2005) es una tenista australiana.

## Carrera

### Individual
Preston tuvo su primera participación en el WTA Tour en el Torneo de 's-Hertogenbosch 2022.
En 2024 debutó en Grand Slam en Australia Open, pero perdió en primera ronda contra Elina Svitolina. Alcanzó su primera final WTA en el Challenger de Puerto Vallarta, donde cayó ante McCartney Kessler. Participó por primera vez en el US Open, pero perdió contra Anastasía Pavliuchénkova en primera ronda.

### Dobles
Debutó en dobles del WTA Tour en Torneo WTA de Melbourne II 2022, junto a Alexandra Osborne. En 2024 participó en el Australia Open junto a Arina Rodionova. En el torneo derrotó en primera ronda a Kaylah McPhee y Astra Sharma, pero perdió en la siguiente ronda contra Yekaterina Aleksándrova y Anna Kalinskaya.
En 2025 formó pareja con Maya Joint y ganó su primer título WTA, al vencer en la final del 125 de Cancún a Yvonne Cavallé Reimers y Aliona Bolsova.